# Швейцарія на зимових Олімпійських іграх 2022
Швейцарія взяла участь у зимових Олімпійських іграх 2022, що тривали з 4 до 20 лютого в Пекіні (Китай).
Гірськолижниця Венді Гольденер і хокеїст Андрес Амбюль несли прапор своєї країни на церемонії відкриття. А нести прапор на церемонії закриття доручили фристайлістові Раяну Режезу.

## Спортсмени
Кількість спортсменів, що взяли участь в Іграх, за видами спорту.
| Вид спорту          | Чоловіки | Жінки | Загалом |
| ------------------- | -------- | ----- | ------- |
| Гірськолижний спорт | 11       | 11    | 22      |
| Біатлон             | 4        | 4     | 8       |
| Бобслей             | 8        | 4     | 12      |
| Лижні перегони      | 8        | 6     | 14      |
| Керлінг             | 6        | 6     | 12      |
| Фігурне катання     | 1        | 1     | 2       |
| Фристайл            | 14       | 8     | 22      |
| Хокей               | 25       | 23    | 48      |
| Санний спорт        | 0        | 1     | 1       |
| Стрибки з трампліна | 4        | 0     | 4       |
| Скелетон            | 1        | 0     | 1       |
| Ковзанярський спорт | 1        | 1     | 2       |
| Сноубординг         | 9        | 10    | 19      |
| Загалом             | 92       | 75    | 167     |

## Медалісти
Список швейцарських спортсменів, що на Іграх здобули медалі.
| Медаль | Ім'я            | Вид спорту          | Дисципліна                    | Дата      |
| ------ | --------------- | ------------------- | ----------------------------- | --------- |
| Золото | Беат Фойц       | Гірськолижний спорт | Швидкісний спуск (чоловіки)   | 7 лютого  |
| Золото | Лара Ґут        | Гірськолижний спорт | Супергігант (жінки)           | 11 лютого |
| Золото | Марко Одерматт  | Гірськолижний спорт | Гігантський слалом (чоловіки) | 13 лютого |
| Золото | Матільд Гремо   | Фристайл            | Слоупстайл (жінки)            | 15 лютого |
| Золото | Корінне Зутер   | Гірськолижний спорт | Швидкісний спуск (жінки)      | 15 лютого |
| Золото | Мішель Гізін    | Гірськолижний спорт | Комбінація (жінки)            | 17 лютого |
| Золото | Раян Режез      | Фристайл            | Скікрос (чоловіки)            | 18 лютого |
| Срібло | Венді Гольденер | Гірськолижний спорт | Комбінація (жінки)            | 17 лютого |
| Срібло | Алекс Фіва      | Фристайл            | Скікрос (чоловіки)            | 18 лютого |
| Бронза | Лара Ґут        | Гірськолижний спорт | Гігантський слалом (жінки)    | 7 лютого  |
| Бронза | Матільд Гремо   | Фристайл            | Біг-ейр                       | 8 лютого  |
| Бронза | Венді Гольденер | Гірськолижний спорт | Слалом (жінки)                | 9 лютого  |
| Бронза | Ян Шеррер       | Сноубординг         | Хафпайп                       | 11 лютого |
| Бронза | Мішель Гізін    | Гірськолижний спорт | Супергігант (жінки)           | 11 лютого |

## Гірськолижний спорт
Від Швейцарії на Ігри кваліфікувалися максимально можливі одинадцять гірськолижників і одинадцять гірськолижниць.
Чоловіки
| Спортсмен        | Дисципліна         | 1-й спуск | 1-й спуск | 2-й спуск   | 2-й спуск   | Сума        | Сума        |
| Спортсмен        | Дисципліна         | Час       | Місце     | Час         | Місце       | Час         | Місце       |
| ---------------- | ------------------ | --------- | --------- | ----------- | ----------- | ----------- | ----------- |
| Лука Ерні        | Комбінація         | 1:47.03   | 20        | НФ          | НФ          | НФ          | НФ          |
| Яннік Шабло      | Комбінація         | НФ        | НФ        | Не потрапив | Не потрапив | Не потрапив | Не потрапив |
| Лоїк Мейяр       | Комбінація         | 1:45.91   | 17        | НФ          | НФ          | НФ          | НФ          |
| Жюстен Мюрізьє   | Комбінація         | 1:44.14   | 6         | 48.15       | 3           | 2:32.29     | 4           |
| Беат Фойц        | Швидкісний спуск   | Н/Д       | Н/Д       | Н/Д         | Н/Д         | 1:42.69     | 1           |
| Нільс Гінтерман  | Швидкісний спуск   | Н/Д       | Н/Д       | Н/Д         | Н/Д         | 1:44.08     | 16          |
| Марко Одерматт   | Швидкісний спуск   | Н/Д       | Н/Д       | Н/Д         | Н/Д         | 1:43:40     | 7           |
| Стефан Рожентен  | Швидкісний спуск   | Н/Д       | Н/Д       | Н/Д         | Н/Д         | 1:44:95     | 25          |
| Джино Кавізель   | Гігантський слалом | 1:03.90   | 10        | 1:07.30     | 6           | 2:11.20     | 7           |
| Лоїк Мейяр       | Гігантський слалом | НФ        | НФ        | Не потрапив | Не потрапив | Не потрапив | Не потрапив |
| Жюстен Мюрізьє   | Гігантський слалом | НФ        | НФ        | Не потрапив | Не потрапив | Не потрапив | Не потрапив |
| Марко Одерматт   | Гігантський слалом | 1:02.93   | 1         | 1:06.42     | 2           | 2:09.35     | 1           |
| Лука Ерні        | Слалом             | 55.63     | 19        | 50.20       | 3           | 1:45.83     | 14          |
| Лоїк Мейяр       | Слалом             | 54.22     | 4         | 50.67       | 10          | 1:44.89     | 5           |
| Даніель Юль      | Слалом             | 55.06     | 13        | 49.89       | 2           | 1:44.95     | 6           |
| Рамон Ценгойзерн | Слалом             | 54.72     | 11        | 50.75       | 11          | 1:45.47     | 12          |
| Джино Кавізель   | Супергігант        | Н/Д       | Н/Д       | Н/Д         | Н/Д         | 1:21.76     | 16          |
| Беат Фойц        | Супергігант        | Н/Д       | Н/Д       | Н/Д         | Н/Д         | НФ          | НФ          |
| Марко Одерматт   | Супергігант        | Н/Д       | Н/Д       | Н/Д         | Н/Д         | НФ          | НФ          |
| Стефан Рожентен  | Супергігант        | Н/Д       | Н/Д       | Н/Д         | Н/Д         | 1:21.57     | 14          |

Жінки
| Спортсмен       | Дисципліна         | 1-й спуск | 1-й спуск | 2-й спуск | 2-й спуск | Сума    | Сума  |
| Спортсмен       | Дисципліна         | Час       | Місце     | Час       | Місце     | Час     | Місце |
| --------------- | ------------------ | --------- | --------- | --------- | --------- | ------- | ----- |
| Мішель Гізін    | Комбінація         | 1:33.42   | 12        | 52.25     | 1         | 2:25.67 | 1     |
| Венді Гольденер | Комбінація         | 1:33.41   | 11        | 53.31     | 3         | 2:26.72 | 2     |
| Пріска Нуфер    | Комбінація         | 1:33.15   | 10        | НФ        | НФ        | НФ      | НФ    |
| Жасмін Флурі    | Швидкісний спуск   | Н/Д       | Н/Д       | Н/Д       | Н/Д       | 1:34.00 | 15    |
| Лара Ґут        | Швидкісний спуск   | Н/Д       | Н/Д       | Н/Д       | Н/Д       | 1:34.03 | 16    |
| Йоана Гелен     | Швидкісний спуск   | Н/Д       | Н/Д       | Н/Д       | Н/Д       | 1:33.16 | 6     |
| Корінне Зутер   | Швидкісний спуск   | Н/Д       | Н/Д       | Н/Д       | Н/Д       | 1:31.87 | 1     |
| Мішель Гізін    | Гігантський слалом | 59.19     | 9         | 58.36     | 9         | 1:57.55 | 10    |
| Лара Ґут        | Гігантський слалом | 59.07     | 8         | 57.34     | 1         | 1:56.41 | 3     |
| Венді Гольденер | Гігантський слалом | 59.21     | 10        | 58.11     | 7         | 1:57.32 | 9     |
| Камій Раст      | Гігантський слалом | 59.29     | 12        | 59.14     | 20        | 1:58.43 | 16    |
| Аліне Даніот    | Слалом             | 53.66     | 13        | 52.98     | 8         | 1:46.64 | 10    |
| Мішель Гізін    | Слалом             | 52.20     | 2         | 53.38     | 18        | 1:45.58 | 6     |
| Венді Гольденер | Слалом             | 52.65     | 5         | 52.45     | 4         | 1:45.10 | 3     |
| Камій Раст      | Слалом             | 53.35     | 9         | 52.40     | 3         | 1:45.75 | 7     |
| Жасмін Флурі    | Супергігант        | Н/Д       | Н/Д       | Н/Д       | Н/Д       | 1:14.43 | 12    |
| Мішель Гізін    | Супергігант        | Н/Д       | Н/Д       | Н/Д       | Н/Д       | 1:13.81 | 3     |
| Лара Ґут        | Супергігант        | Н/Д       | Н/Д       | Н/Д       | Н/Д       | 1:13.51 | 1     |
| Корінне Зутер   | Супергігант        | Н/Д       | Н/Д       | Н/Д       | Н/Д       | 1:14.49 | 13    |

## Біатлон
Чоловіки
| Спортсмен                                                         | Дисципліна              | Час       | Хиби        | Місце |    |
| ----------------------------------------------------------------- | ----------------------- | --------- | ----------- | ----- | -- |
| Йоша Буркгальтер                                                  | Індивідуальні перегони  | 52:12.4   | 2 (0+2+0+0) | 22    |    |
| Ніклас Гартвеґ                                                    | Індивідуальні перегони  | 55:19.7   | 4 (0+2+0+2) | 56    |    |
| Себастьян Штальдер                                                | Індивідуальні перегони  | 55:12.6   | 3 (0+1+1+1) | 53    |    |
| Беньямін Веґер                                                    | Індивідуальні перегони  | 52:06.9   | 2 (0+0+1+1) | 19    |    |
| Йоша Буркгальтер                                                  | Перегони переслідування | КОЛО      | 9 (1+4+4+)  | НФ    |    |
| Ніклас Гартвеґ                                                    | Перегони переслідування | 44:34.7   | 5 (1+3+0+1) | 38    |    |
| Себастьян Штальдер                                                | Перегони переслідування | 44:10.7   | 4 (1+0+2+1) | 27    |    |
| Беньямін Веґер                                                    | Перегони переслідування | НС        | НС          | НС    | НС |
| Йоша Буркгальтер                                                  | Спринт                  | 26:28.3   | 2 (1+1)     | 45    |    |
| Ніклас Гартвеґ                                                    | Спринт                  | 26:05.7   | 2 (1+1)     | 37    |    |
| Себастьян Штальдер                                                | Спринт                  | 25:48.3   | 0 (0+0)     | 27    |    |
| Беньямін Веґер                                                    | Спринт                  | 26:39.6   | 1 (0+1)     | 53    |    |
| Себастьян Штальдер Беньямін Веґер Ніклас Гартвеґ Йоша Буркгальтер | Естафета                | 1:24:12.3 | 1+8         | 12    |    |

Жінки
| Спортсменка                                         | Дисципліна              | Час     | Хиби        | Місце |
| --------------------------------------------------- | ----------------------- | ------- | ----------- | ----- |
| Емі Басерґа                                         | Індивідуальні перегони  | 52:25.1 | 5 (2+2+1+0) | 69    |
| Селіна Ґашпарін                                     | Індивідуальні перегони  | 51:43.8 | 7 (1+2+2+2) | 62    |
| Лена Гекі                                           | Індивідуальні перегони  | 48:03.3 | 4 (0+2+1+1) | 24    |
| Лена Гекі                                           | Масстарт                | 43:14.2 | 9 (0+3+3+3) | 16    |
| Емі Басерґа                                         | Перегони переслідування | 40:18.0 | 3 (1+0+1+1) | 39    |
| Лена Гекі                                           | Перегони переслідування | 38:27.5 | 4 (2+0+1+1) | 24    |
| Емі Басерґа                                         | Спринт                  | 23:24.2 | 2 (2+0)     | 54    |
| Лена Гекі                                           | Спринт                  | 22:30.3 | 2 (1+1)     | 23    |
| Емі Басерґа Ірене Кадуріш Селіна Ґашпарін Лена Гекі | Естафета                | НФ      | НФ          | -     |

Змішані
| Спортсмен                                               | Дисципліна | Час       | Хиби | Місце |
| ------------------------------------------------------- | ---------- | --------- | ---- | ----- |
| Емі Басерґа Лена Гекі Себастьян Штальдер Беньямін Веґер | Естафета   | 1:09:06.0 | 2+11 | 8     |

## Бобслей
| Спортсмен                                              | Дисципліна          | 1-й заїзд | 1-й заїзд | 2-й заїзд | 2-й заїзд | 3-й заїзд | 3-й заїзд | 4-й заїзд | 4-й заїзд | Сума    | Сума  |
| Спортсмен                                              | Дисципліна          | Час       | Місце     | Час       | Місце     | Час       | Місце     | Час       | Місце     | Час     | Місце |
| ------------------------------------------------------ | ------------------- | --------- | --------- | --------- | --------- | --------- | --------- | --------- | --------- | ------- | ----- |
| Сімон Фрідлі Андреас Гас                               | Двійки (чоловіки)   | 59.97     | 17        | 1:00.37   | 20        | 1:00.47   | 23        | 1:00.34   | 17        | 4:01.15 | 18    |
| Міхаель Фоґт Сандро Міхель                             | Двійки (чоловіки)   | 59.57     | 7         | 59.90     | 3         | 59.59     | 5         | 59.77     | 4         | 3:58.83 | 4     |
| Міхаель Фоґт Люка Роллі Сіріль Б'єрі Сандро Міхель     | Четвірки (чоловіки) | 59.23     | 13        | 59.22     | 7         |           |           |           |           |         |       |
| Сімон Фрідлі Адріан Фасслерr Фабіо Бадраун Андреас Гас | Четвірки (чоловіки) | 59.71     | 23        | 1:00.01   | 23        |           |           |           |           |         |       |
| Мелані Гаслер                                          | Монобоб             | 1:05.18   | 6         | 1:05.86   | 11        | 1:06.21   | 13        | 1:05.56   | 6         | 4:22.81 | 7     |
| Мартіна Фонтаніве Іріна Штребель                       | Двійки (жінки)      | 1:02.48   | 20        | 1:02.35   | 18        | 1:02.35   | 19        | 1:02.41   | 17        | 4:09.59 | 20    |
| Мелані Гаслер Надя Пастернак                           | Двійки (жінки)      | 1:01.65   | 7         | 1:01.85   | 6         | 1:01.77   | 7         | 1:01.56   | 3         | 4:06.83 | 6     |

## Лижні перегони
Від Швейцарії на Ігри кваліфікувалися вісім лижників і шість лижниць.
Дистанційні перегони
Чоловіки
| Спортсмен                                                | Дисципліна             | Класичний стиль | Класичний стиль | Вільний стиль | Вільний стиль | Фінал     | Фінал       | Фінал |
| Спортсмен                                                | Дисципліна             | Час             | Місце           | Час           | Місце         | Час       | Відставання | Місце |
| -------------------------------------------------------- | ---------------------- | --------------- | --------------- | ------------- | ------------- | --------- | ----------- | ----- |
| Йонас Бауманн                                            | 15 км класичним стилем | Н/Д             | 40:09.7         | +2:14.9       | 16            |           |             |       |
| Даріо Колонья                                            | 15 км класичним стилем | Н/Д             | 41:39.9         | +3:45.1       | 44            |           |             |       |
| Джейсон Рюеш                                             | 15 км класичним стилем | Н/Д             | 42:29.8         | +4:35.0       | 53            |           |             |       |
| Йонас Бауманн                                            | 30 км скіатлон         | 41:05.0         | 14              | 38:56.6       | 17            | 1:20:32.5 | +4:22.7     | 15    |
| Кандіде Пралонг                                          | 30 км скіатлон         | 41:38.6         | 28              | 39:03.5       | 20            | 1:21:13.6 | +5:03.8     | 22    |
| Джейсон Рюеш                                             | 30 км скіатлон         | 41:40.6         | 31              | 40:27.5       | 27            | 1:22:41.3 | +6:31.5     | 27    |
| Даріо Колонья                                            | 50 км вільним стилем   | Н/Д             | Н/Д             | Н/Д           | Н/Д           | 1:13:31.1 | +1:58.4     | 14    |
| Роман Фюрґер                                             | 50 км вільним стилем   | Н/Д             | Н/Д             | Н/Д           | Н/Д           | 1:13:24.8 | +1:52.1     | 11    |
| Кандіде Пралонг                                          | 50 км вільним стилем   | Н/Д             | Н/Д             | Н/Д           | Н/Д           | 1:14:50.5 | +3:17.8     | 22    |
| Джейсон Рюеш                                             | 50 км вільним стилем   | Н/Д             | Н/Д             | Н/Д           | Н/Д           | 1:14:48.4 | +3:15.7     | 17    |
| Даріо Колонья Йонас Бауманн Кандіде Пралонг Роман Фюрґер | Естафета 4×10 км       | Н/Д             | Н/Д             | Н/Д           | Н/Д           | 2:00:13.3 | +5:22.6     | 7     |

Жінки
| Спортсменка                                              | Дисципліна             | Класичний стиль | Класичний стиль | Вільний стиль | Вільний стиль | Фінал   | Фінал       | Фінал |
| Спортсменка                                              | Дисципліна             | Час             | Місце           | Час           | Місце         | Час     | Відставання | Місце |
| -------------------------------------------------------- | ---------------------- | --------------- | --------------- | ------------- | ------------- | ------- | ----------- | ----- |
| Надін Фендріх                                            | 10 км класичним стилем | Н/Д             | 30:23.8         | +2:17.5       | 22            |         |             |       |
| Надя Келін                                               | 10 км класичним стилем | Н/Д             | 31:29.7         | +3:23.4       | 43            |         |             |       |
| Аня Вебер                                                | 10 км класичним стилем | Н/Д             | 32:13.4         | +4:07.1       | 55            |         |             |       |
| Лідія Гірнікель                                          | 15 км скіатлон         | 25:06.6         | 41              | 23:15.5       | 24            | 48:59.0 | +4:45.3     | 32    |
| Надя Келін                                               | 15 км скіатлон         | 24:17.0         | 21              | 23:08.4       | 21            | 47:59.8 | +3:46.1     | 21    |
| Лаурін ван дер Графф Надін Фендріх Надя Келін Аліна Маєр | Естафета 4×5 км        | Н/Д             | Н/Д             | Н/Д           | Н/Д           | 56:41.5 | +3:00.5     | 7     |

Спринт
| Спортсмен                          | Дисципліна                        | Кваліфікація | Кваліфікація | Чвертьфінал  | Чвертьфінал  | Півфінал     | Півфінал     | Фінал        | Фінал        |
| Спортсмен                          | Дисципліна                        | Час          | Місце        | Час          | Місце        | Час          | Місце        | Час          | Місце        |
| ---------------------------------- | --------------------------------- | ------------ | ------------ | ------------ | ------------ | ------------ | ------------ | ------------ | ------------ |
| Валеріо Ґронд                      | Індивідуальні перегони (чоловіки) | 2:53.17      | 24 Q         | 2:54.12      | 4            | Не потрапив  | Не потрапив  | Не потрапив  | Не потрапив  |
| Жов'ян Едіґер                      | Індивідуальні перегони (чоловіки) | 2:52.47      | 20 Q         | 2:58.87      | 5            | Не потрапив  | Не потрапив  | Не потрапив  | Не потрапив  |
| Роман Шаад                         | Індивідуальні перегони (чоловіки) | 2:54.57      | 31           | Не потрапив  | Не потрапив  | Не потрапив  | Не потрапив  | Не потрапив  | Не потрапив  |
| Йонас Бауманн Жов'ян Едіґер        | Командний спринт (чоловіки)       | Н/Д          | Н/Д          | Н/Д          | Н/Д          | 20:07.67     | 3 Q          | 20:04.35     | 8            |
| Надін Фендріх                      | Індивідуальні перегони (жінки)    | 3:15.65      | 3 Q          | 3:16.51      | 1 Q          | 3:12.61      | 2 Q          | 3:16.89      | 5            |
| Аліна Маєр                         | Індивідуальні перегони (жінки)    | 3:20.88      | 17 Q         | 3:21.12      | 3            | Не потрапила | Не потрапила | Не потрапила | Не потрапила |
| Лаурін ван дер Графф               | Індивідуальні перегони (жінки)    | 3:23.03      | 27           | 3:24.32      | 5            | Не потрапила | Не потрапила | Не потрапила | Не потрапила |
| Аня Вебер                          | Індивідуальні перегони (жінки)    | 3:31.60      | 49           | Не потрапила | Не потрапила | Не потрапила | Не потрапила | Не потрапила | Не потрапила |
| Надін Фендріх Лаурін ван дер Графф | Командний спринт (жінки)          | Н/Д          | Н/Д          | Н/Д          | Н/Д          | 23:30.86     | 4 Q          | 23:02.09     | 7            |

## Керлінг
Підсумок
| Збірна                                                                     | Дисципліна          | Груповий етап               | Груповий етап                      | Груповий етап                      | Груповий етап      | Груповий етап      | Груповий етап               | Груповий етап         | Груповий етап              | Груповий етап        | Груповий етап | Півфінал           | Фінал / БМ         | Фінал / БМ   |
| Збірна                                                                     | Дисципліна          | Суперник Рахунок            | Суперник Рахунок                   | Суперник Рахунок                   | Суперник Рахунок   | Суперник Рахунок   | Суперник Рахунок            | Суперник Рахунок      | Суперник Рахунок           | Суперник Рахунок     | Місце         | Суперник Рахунок   | Суперник Рахунок   | Місце        |
| -------------------------------------------------------------------------- | ------------------- | --------------------------- | ---------------------------------- | ---------------------------------- | ------------------ | ------------------ | --------------------------- | --------------------- | -------------------------- | -------------------- | ------------- | ------------------ | ------------------ | ------------ |
| Бенуа Шварц Свен Міхель Петер де Круз Валентін Таннер Пабло Лаша           | Чоловічий турнір    | Норвегія (NOR) L 4–7        | Олімпійський комітет Росії · W 6–3 | Канада (CAN) W 5–3                 | Данія (DEN) W 8–6  | Італія (ITA) L 4–8 | Велика Британія (GBR) L 5–6 | США (USA) L 4–7       | Китай (CHN) L 5–6          | Швеція (SWE) W 10–8  | 7             | Не потрапили       | Не потрапили       | Не потрапили |
| Аліна Пец Сільвана Тірінзоні Естер Ноєншвандер Мелані Барбеза Керол Говалд | Жіночий турнір      | Велика Британія (GBR) W 6–5 | Китай (CHN) W 7–5                  | Олімпійський комітет Росії · W 8–7 | Данія (DEN) W 8–5  | Канада (CAN) W 8–4 | Швеція (SWE) L 5–6          | США (USA) W 9–6       | Південна Корея (KOR) W 8–4 | Японія (JPN) W 8–4   | 1 Q           | Японія (JPN) L 6–8 | Швеція (SWE) L 7–9 | 4            |
| Женні Перре Мартін Ріос                                                    | Турнір змішаних пар | Китай (CHN) L 6–7           | Італія (ITA) L 7–8                 | Велика Британія (GBR) W 8-7        | Канада (CAN) L 5–7 | Швеція (SWE) L 1–6 | Чехія (CZE) W 11–3          | Австралія (AUS) L 6–9 | США (USA) W 6–5            | Норвегія (NOR) L 5–6 | 7             | Не потрапили       | Не потрапили       | Не потрапили |

### Чоловічий турнір
Чоловіча збірна Швейцарії (п'ять спортсменів) кваліфікувалася на Ігри завдяки потраплянню до першої шістки на Чемпіонаті світу 2021 року. Команда Петера де Круза здобула право представляти Швейцарію, перемігши на Швейцарському олімпійському відборі команду Янніка Шваллера з рахунком 4–0 в поєдинку до чотирьох виграних ендів.
Після 12-ї сесії
| Легенда | Легенда             |
| ------- | ------------------- |
|         | Потрапили до плейоф |

| Країна                     | Скіп             | В | П | В–П      | КЗ | КП | ВЕ | ПЕ | ОЕ | ВЕ | ККД | DSC   |
| -------------------------- | ---------------- | - | - | -------- | -- | -- | -- | -- | -- | -- | --- | ----- |
| Велика Британія            | Брюс Моует       | 8 | 1 | –        | 63 | 44 | 39 | 31 | 5  | 10 | 88% | 18.81 |
| Швеція                     | Ніклас Едін      | 7 | 2 | –        | 64 | 44 | 43 | 30 | 10 | 11 | 86% | 14.02 |
| Канада                     | Бред Ґушу        | 5 | 4 | 1–0      | 58 | 50 | 34 | 38 | 7  | 7  | 84% | 26.49 |
| США                        | Джон Шустер      | 5 | 4 | 0–1      | 56 | 61 | 35 | 41 | 4  | 5  | 83% | 32.29 |
| Китай                      | Ма Сююе          | 4 | 5 | 2–1; 1–0 | 59 | 62 | 39 | 36 | 6  | 4  | 85% | 23.55 |
| Норвегія                   | Стеффен Вальстад | 4 | 5 | 2–1; 0–1 | 58 | 53 | 40 | 36 | 0  | 11 | 84% | 20.96 |
| Швейцарія                  | Петер де Круз    | 4 | 5 | 1–2; 1–0 | 51 | 54 | 33 | 38 | 13 | 3  | 84% | 15.74 |
| Олімпійський комітет Росії | Сергій Глухов    | 4 | 5 | 1–2; 0–1 | 58 | 58 | 33 | 38 | 6  | 6  | 81% | 33.72 |
| Італія                     | Жоель Реторна    | 3 | 6 | –        | 59 | 65 | 36 | 35 | 3  | 8  | 82% | 30.76 |
| Данія                      | Міккель Краусе   | 1 | 8 | –        | 36 | 71 | 30 | 39 | 3  | 2  | 78% | 32.84 |

Коловий турнір
Швейцарія пропускала 2-гу, 6-ту і 10-ту сесії.
| Майданчик C         | 1 | 2 | 3 | 4 | 5 | 6 | 7 | 8 | 9 | 10 | Загалом |
| Норвегія (Вальстад) | 0 | 1 | 1 | 0 | 1 | 1 | 0 | 0 | 2 | 1  | 7       |
| Швейцарія (де Круз) | 1 | 0 | 0 | 1 | 0 | 0 | 0 | 2 | 0 | 0  | 4       |

| Майданчик A                         | 1 | 2 | 3 | 4 | 5 | 6 | 7 | 8 | 9 | 10 | Загалом |
| Швейцарія (де Круз)                 | 0 | 0 | 3 | 0 | 0 | 0 | 0 | 3 | 0 | X  | 6       |
| Олімпійський комітет Росії (Глухов) | 0 | 0 | 0 | 2 | 1 | 0 | 0 | 0 | 0 | X  | 3       |

| Майданчик D         | 1 | 2 | 3 | 4 | 5 | 6 | 7 | 8 | 9 | 10 | Загалом |
| Канада (Ґушу)       | 0 | 0 | 1 | 0 | 0 | 2 | 0 | 0 | 0 | X  | 3       |
| Швейцарія (де Круз) | 1 | 1 | 0 | 0 | 1 | 0 | 0 | 1 | 1 | X  | 5       |

| Майданчик C         | 1 | 2 | 3 | 4 | 5 | 6 | 7 | 8 | 9 | 10 | Загалом |
| Данія (Краусе)      | 0 | 1 | 0 | 2 | 0 | 1 | 0 | 0 | 2 | 0  | 6       |
| Швейцарія (де Круз) | 2 | 0 | 2 | 0 | 2 | 0 | 0 | 1 | 0 | 1  | 8       |

| Майданчик B         | 1 | 2 | 3 | 4 | 5 | 6 | 7 | 8 | 9 | 10 | Загалом |
| Швейцарія (де Круз) | 1 | 0 | 1 | 0 | 2 | 0 | 0 | 0 | 0 | X  | 4       |
| Італія (Реторна)    | 0 | 1 | 0 | 1 | 0 | 3 | 0 | 1 | 2 | X  | 8       |

| Майданчик D             | 1 | 2 | 3 | 4 | 5 | 6 | 7 | 8 | 9 | 10 | Загалом |
| Швейцарія (де Круз)     | 0 | 0 | 1 | 0 | 1 | 1 | 0 | 0 | 2 | 0  | 5       |
| Велика Британія (Моует) | 0 | 1 | 0 | 2 | 0 | 0 | 1 | 1 | 0 | 1  | 6       |

| Майданчик C         | 1 | 2 | 3 | 4 | 5 | 6 | 7 | 8 | 9 | 10 | Загалом |
| Швейцарія (де Круз) | 1 | 0 | 0 | 1 | 0 | 2 | 0 | 0 | 0 | X  | 4       |
| США (Шустер)        | 0 | 2 | 0 | 0 | 1 | 0 | 2 | 1 | 1 | X  | 7       |

| Майданчик A         | 1 | 2 | 3 | 4 | 5 | 6 | 7 | 8 | 9 | 10 | Загалом |
| Китай (Ма)          | 0 | 0 | 1 | 0 | 2 | 0 | 0 | 1 | 0 | 2  | 6       |
| Швейцарія (де Круз) | 0 | 2 | 0 | 1 | 0 | 0 | 1 | 0 | 1 | 0  | 5       |

| Майданчик B         | 1 | 2 | 3 | 4 | 5 | 6 | 7 | 8 | 9 | 10 | Загалом |
| Швеція (Едін)       | 3 | 0 | 0 | 2 | 0 | 1 | 1 | 0 | 1 | 0  | 8       |
| Швейцарія (де Круз) | 0 | 0 | 2 | 0 | 3 | 0 | 0 | 2 | 0 | 3  | 10      |

### Жіночий турнір
Жіноча збірна Швейцарії (п'ять спортсменок) кваліфікувалася на Ігри завдяки потраплянню до першої шістки на Чемпіонаті світу 2021 року.
Після 12-ї сесії
| Легенда | Легенда             |
| ------- | ------------------- |
|         | Потрапили до плейоф |

| Країна                     | Скіп               | В | П | В–П | КЗ | КП | ВЕ | ПЕ | ОЕ | ВЕ | ККД   | DSC   |
| -------------------------- | ------------------ | - | - | --- | -- | -- | -- | -- | -- | -- | ----- | ----- |
| Швейцарія                  | Сільвана Тірінзоні | 8 | 1 | –   | 67 | 46 | 44 | 36 | 4  | 12 | 81.6% | 19.14 |
| Швеція                     | Анна Гассельборг   | 7 | 2 | –   | 64 | 49 | 39 | 35 | 6  | 12 | 82.0% | 25.02 |
| Велика Британія            | Ів Мюргед          | 5 | 4 | 1–1 | 63 | 47 | 39 | 33 | 4  | 9  | 80.6% | 35.27 |
| Японія                     | Сацукі Фудзісава   | 5 | 4 | 1–1 | 64 | 62 | 40 | 36 | 2  | 13 | 82.3% | 36.00 |
| Канада                     | Дженніфер Джонс    | 5 | 4 | 1–1 | 71 | 59 | 42 | 41 | 1  | 14 | 80.4% | 45.44 |
| США                        | Табіта Пітерсон    | 4 | 5 | 2–0 | 60 | 64 | 40 | 39 | 2  | 12 | 79.5% | 33.87 |
| Китай                      | Хань Юй            | 4 | 5 | 1–1 | 56 | 67 | 38 | 41 | 3  | 10 | 79.6% | 30.06 |
| Південна Корея             | Кім Ин Джон        | 4 | 5 | 0–2 | 62 | 66 | 40 | 42 | 3  | 10 | 80.8% | 27.79 |
| Данія                      | Мадлен Дюпон       | 2 | 7 | –   | 50 | 68 | 33 | 41 | 7  | 0  | 77.2% | 23.36 |
| Олімпійський комітет Росії | Аліна Ковальова    | 1 | 8 | –   | 50 | 79 | 34 | 45 | 2  | 7  | 78.9% | 29.34 |

Коловий турнір
Швейцарія пропускала 4-ту, 7-му і 11-ту сесії.
| Майданчик A              | 1 | 2 | 3 | 4 | 5 | 6 | 7 | 8 | 9 | 10 | 11 | Загалом |
| Велика Британія (Мюргед) | 0 | 0 | 1 | 0 | 0 | 2 | 1 | 0 | 1 | 0  | 0  | 5       |
| Швейцарія (Тірінзоні)    | 0 | 1 | 0 | 1 | 0 | 0 | 0 | 2 | 0 | 1  | 1  | 6       |

| Майданчик D           | 1 | 2 | 3 | 4 | 5 | 6 | 7 | 8 | 9 | 10 | Загалом |
| Китай (Хань)          | 0 | 1 | 0 | 1 | 0 | 1 | 0 | 2 | 0 | 0  | 5       |
| Швейцарія (Тірінзоні) | 1 | 0 | 1 | 0 | 1 | 0 | 2 | 0 | 1 | 1  | 7       |

| Майданчик C                            | 1 | 2 | 3 | 4 | 5 | 6 | 7 | 8 | 9 | 10 | Загалом |
| Швейцарія (Тірінзоні)                  | 2 | 0 | 0 | 1 | 0 | 0 | 2 | 3 | 0 | 0  | 8       |
| Олімпійський комітет Росії (Ковальова) | 0 | 0 | 1 | 0 | 1 | 2 | 0 | 0 | 2 | 1  | 7       |

| Майданчик B           | 1 | 2 | 3 | 4 | 5 | 6 | 7 | 8 | 9 | 10 | Загалом |
| Данія (Дюпон)         | 0 | 0 | 1 | 0 | 0 | 0 | 3 | 0 | 1 | 0  | 5       |
| Швейцарія (Тірінзоні) | 1 | 0 | 0 | 1 | 0 | 1 | 0 | 3 | 0 | 2  | 8       |

| Майданчик D           | 1 | 2 | 3 | 4 | 5 | 6 | 7 | 8 | 9 | 10 | Загалом |
| Швейцарія (Тірінзоні) | 1 | 1 | 0 | 1 | 0 | 0 | 1 | 2 | 2 | 0  | 8       |
| Канада (Джонс)        | 0 | 0 | 1 | 0 | 2 | 1 | 0 | 0 | 0 | 0  | 4       |

| Майданчик A           | 1 | 2 | 3 | 4 | 5 | 6 | 7 | 8 | 9 | 10 | 11 | Загалом |
| Швейцарія (Тірінзоні) | 1 | 0 | 0 | 1 | 0 | 0 | 0 | 2 | 0 | 1  | 0  | 5       |
| Швеція (Гассельборґ)  | 0 | 0 | 1 | 0 | 1 | 1 | 1 | 0 | 1 | 0  | 1  | 6       |

| Майданчик C           | 1 | 2 | 3 | 4 | 5 | 6 | 7 | 8 | 9 | 10 | Загалом |
| США (Пітерсон)        | 1 | 0 | 1 | 1 | 0 | 1 | 0 | 2 | 0 | 0  | 6       |
| Швейцарія (Тірінзоні) | 0 | 2 | 0 | 0 | 1 | 0 | 1 | 0 | 4 | 1  | 9       |

| Майданчик B           | 1 | 2 | 3 | 4 | 5 | 6 | 7 | 8 | 9 | 10 | Загалом |
| Швейцарія (Тірінзоні) | 0 | 0 | 1 | 0 | 3 | 0 | 0 | 0 | 2 | 2  | 8       |
| Південна Корея (Кім)  | 0 | 1 | 0 | 1 | 0 | 1 | 1 | 0 | 0 | 0  | 4       |

| Майданчик A           | 1 | 2 | 3 | 4 | 5 | 6 | 7 | 8 | 9 | 10 | Загалом |
| Японія (Фудзісава)    | 0 | 2 | 0 | 0 | 0 | 0 | 2 | 0 | 0 | X  | 4       |
| Швейцарія (Тірінзоні) | 1 | 0 | 1 | 1 | 2 | 0 | 0 | 0 | 3 | X  | 8       |

Півфінал
П'ятниця, 18 лютого, 20:05
| Майданчик C           | 1 | 2 | 3 | 4 | 5 | 6 | 7 | 8 | 9 | 10 | Загалом |
| Швейцарія (Тірінзоні) | 0 | 1 | 0 | 1 | 0 | 0 | 3 | 0 | 1 | 0  | 6       |
| Японія (Фудзісава)    | 0 | 0 | 1 | 0 | 4 | 1 | 0 | 1 | 0 | 1  | 8       |

Матч за бронзові медалі
Субота, 19 лютого, 20:05
| Майданчик             | 1 | 2 | 3 | 4 | 5 | 6 | 7 | 8 | 9 | 10 | Загалом |
| Швейцарія (Тірінзоні) | 0 | 1 | 0 | 0 | 1 | 0 | 2 | 0 | 3 | 0  | 7       |
| Швеція (Гассельборґ)  | 1 | 0 | 0 | 2 | 0 | 3 | 0 | 2 | 0 | 1  | 9       |

### Турнір змішаних пар
Швейцарська змішана пара (спортсмен і спортсменка) кваліфікувалася на Ігри завдяки потраплянню до першої сімки на Чемпіонаті світу 2021 року. 28 вересня 2021 НОК Швейцарії оголосив, що в змаганнях змішаних пар країну представлятимуть Женні Перре і Мартін Ріос.
Підсумкове положення в коловому турнірі.
| Легенда | Легенда             |
| ------- | ------------------- |
|         | Потрапили до плейоф |

| Країна          | Спортсмени                            | В | П | В–П | КЗ | КП | ВЕ | ПЕ | ОЕ | ВЕ | ККД | DSC   |
| --------------- | ------------------------------------- | - | - | --- | -- | -- | -- | -- | -- | -- | --- | ----- |
| Італія          | Стефанія Константіні / Амос Мозанер   | 9 | 0 | –   | 79 | 48 | 43 | 28 | 0  | 17 | 79% | 25.34 |
| Норвегія        | Крістін Скаслієн / Магнус Недреготтен | 6 | 3 | 1–0 | 68 | 50 | 40 | 28 | 0  | 15 | 82% | 24.48 |
| Велика Британія | Дженніфер Доддс / Брюс Моует          | 6 | 3 | 0–1 | 60 | 50 | 38 | 33 | 0  | 12 | 79% | 22.48 |
| Швеція          | Альміда де Валь / Оскар Ерікссон      | 5 | 4 | 1–0 | 55 | 54 | 35 | 33 | 0  | 10 | 76% | 21.77 |
| Канада          | Рейчел Гомен / Джон Морріс            | 5 | 4 | 0–1 | 57 | 54 | 33 | 39 | 0  | 8  | 78% | 53.73 |
| Чехія           | Зузана Паулова / Томаш Паул           | 4 | 5 | –   | 50 | 65 | 29 | 39 | 1  | 7  | 75% | 33.41 |
| Швейцарія       | Женні Перре / Мартін Ріос             | 3 | 6 | 1–0 | 55 | 58 | 32 | 39 | 0  | 6  | 73% | 39.04 |
| США             | Вікі Персінджер / Кріс Плайс          | 3 | 6 | 0–1 | 50 | 67 | 34 | 36 | 0  | 9  | 74% | 27.29 |
| Китай           | Фань Суюань / Лін Чжи                 | 2 | 7 | 1–0 | 51 | 64 | 34 | 36 | 0  | 7  | 74% | 17.81 |
| Австралія       | Талі Ґілл / Дін Г'юїтт                | 2 | 7 | 0–1 | 52 | 67 | 31 | 38 | 1  | 8  | 72% | 50.51 |

Коловий турнір
Швейцарія пропускала 2-гу, 6-ту, 8-му і 10-ту сесії.
| Майданчик D              | 1 | 2 | 3 | 4 | 5 | 6 | 7 | 8 | Загалом |
| Китай (Фань / Лін)       | 1 | 1 | 1 | 0 | 1 | 0 | 2 | 0 | 7       |
| Швейцарія (Перре / Ріос) | 0 | 0 | 0 | 2 | 0 | 3 | 0 | 1 | 6       |

| Майданчик A                    | 1 | 2 | 3 | 4 | 5 | 6 | 7 | 8 | 9 | Загалом |
| Італія (Константіні / Мозанер) | 0 | 3 | 0 | 1 | 1 | 0 | 2 | 0 | 1 | 8       |
| Швейцарія (Перре / Ріос)       | 1 | 0 | 2 | 0 | 0 | 3 | 0 | 1 | 0 | 7       |

| Майданчик B                     | 1 | 2 | 3 | 4 | 5 | 6 | 7 | 8 | Загалом |
| Швейцарія (Перре / Ріос)        | 0 | 3 | 0 | 3 | 0 | 1 | 0 | 1 | 8       |
| Велика Британія (Доддс / Моует) | 1 | 0 | 2 | 0 | 1 | 0 | 3 | 0 | 7       |

| Майданчик C              | 1 | 2 | 3 | 4 | 5 | 6 | 7 | 8 | Загалом |
| Канада (Гомен / Морріс)  | 3 | 0 | 1 | 0 | 2 | 0 | 1 | 0 | 7       |
| Швейцарія (Перре / Ріос) | 0 | 1 | 0 | 1 | 0 | 2 | 0 | 1 | 5       |

| Майданчик D                 | 1 | 2 | 3 | 4 | 5 | 6 | 7 | 8 | Загалом |
| Швейцарія (Перре / Ріос)    | 0 | 1 | 0 | 0 | 0 | 0 | X | X | 1       |
| Швеція (де Валь / Ерікссон) | 2 | 0 | 1 | 1 | 1 | 1 | X | X | 6       |

| Майданчик C              | 1 | 2 | 3 | 4 | 5 | 6 | 7 | 8 | Загалом |
| Чехія (Паулова / Паул)   | 0 | 0 | 0 | 0 | 0 | 3 | 0 | X | 3       |
| Швейцарія (Перре / Ріос) | 3 | 1 | 3 | 2 | 1 | 0 | 1 | X | 11      |

| Майданчик B               | 1 | 2 | 3 | 4 | 5 | 6 | 7 | 8 | Загалом |
| Австралія (Ґілл / Г'юїтт) | 2 | 1 | 0 | 0 | 0 | 3 | 2 | 1 | 9       |
| Швейцарія (Перре / Ріос)  | 0 | 0 | 1 | 3 | 2 | 0 | 0 | 0 | 6       |

| Майданчик C              | 1 | 2 | 3 | 4 | 5 | 6 | 7 | 8 | Загалом |
| Швейцарія (Перре / Ріос) | 3 | 0 | 0 | 1 | 0 | 1 | 0 | 1 | 6       |
| США (Персінджер / Плайс) | 0 | 1 | 1 | 0 | 1 | 0 | 2 | 0 | 5       |

| Майданчик A                       | 1 | 2 | 3 | 4 | 5 | 6 | 7 | 8 | Загалом |
| Швейцарія (Перре / Ріос)          | 0 | 0 | 1 | 0 | 2 | 0 | 2 | 0 | 5       |
| Норвегія (Скаслієн / Недреґоттен) | 1 | 1 | 0 | 1 | 0 | 2 | 0 | 1 | 6       |

## Фігурне катання
На Чемпіонаті світу 2021 року в Стокгольмі Швейцарія здобула одне квотне місце в чоловічому одиночному катанні.
| Спортсмен        | Дисципліна                   | КП    | КП    | ДП     | ДП    | Загалом | Загалом |
| Спортсмен        | Дисципліна                   | Бали  | Місце | Бали   | Місце | Бали    | Місце   |
| ---------------- | ---------------------------- | ----- | ----- | ------ | ----- | ------- | ------- |
| Лукас Брічґі     | Одиночні змагання (чоловіки) | 76.16 | 24 Q  | 136.42 | 23    | 212.58  | 23      |
| Алексія Паганіні | Одиночні змагання (жінки)    | 61.06 | 19 Q  | 107.85 | 22    | 168.91  | 22      |

## Фристайл
Акробатика
| Ніколас Гігакс                       | Чоловіки        | 101.77 | 20  | 103.62 | 18  | Не потрапив  | Не потрапив  | Не потрапив  | Не потрапив  | Не потрапив  | Не потрапив  |
| Ное Рот                              | Чоловіки        | 123.08 | 3 Q | Н/Д    | Н/Д | 122.13       | 8            | Не потрапив  | Не потрапив  | Не потрапив  | Не потрапив  |
| Пірмін Вернер                        | Чоловіки        | 112.22 | 114 | 123.45 | 2 Q | 126.24       | 4 Q          | 111.50       | 4            | 237.74       | 4            |
| Александра Бер                       | Жінки           | 67.72  | 21  | 67.72  | 17  | Не потрапила | Не потрапила | Не потрапила | Не потрапила | Не потрапила | Не потрапила |
| Александра Бер Пірмін Вернер Ное Рот | Змішані команди | Н/Д    | Н/Д | Н/Д    | Н/Д | 300.62       | 4            | 276.01       | 4            | 576.63       | 4            |

Фріскі
| Спортсмен      | Дисципліна            | Кваліфікація | Кваліфікація | Кваліфікація | Кваліфікація | Кваліфікація | Фінал        | Фінал        | Фінал        | Фінал        | Фінал        |
| Спортсмен      | Дисципліна            | 1-ша спроба  | 2-га спроба  | 3-тя спроба  | Найкраща     | Місце        | 1-ша спроба  | 2-га спроба  | 3-тя спроба  | Найкраща     | Місце        |
| -------------- | --------------------- | ------------ | ------------ | ------------ | ------------ | ------------ | ------------ | ------------ | ------------ | ------------ | ------------ |
| Фабіан Бош     | Біг-ейр (чоловіки)    | 81.00        | 80.75        | 22.50        | 161.75       | 17           | Не потрапив  | Не потрапив  | Не потрапив  | Не потрапив  | Не потрапив  |
| Кім Ґубсер     | Біг-ейр (чоловіки)    | 15.25        | 79.75        | 41.50        | 121.25       | 22           | Не потрапив  | Не потрапив  | Не потрапив  | Не потрапив  | Не потрапив  |
| Андрі Рагеттлі | Біг-ейр (чоловіки)    | 89.75        | 78.00        | 20.75        | 167.75       | 14           | Не потрапив  | Не потрапив  | Не потрапив  | Не потрапив  | Не потрапив  |
| Колін Вілі     | Біг-ейр (чоловіки)    | 77.50        | 18.75        | 20.75        | 98.25        | 25           | Не потрапив  | Не потрапив  | Не потрапив  | Не потрапив  | Не потрапив  |
| Робін Бріге    | Хафпайп (чоловіки)    | 72.25        | 3.00         | Н/Д          | 72.25        | 11 Q         | 21.75        | 6.75         | 3.00         | 21.75        | 12           |
| Кім Ґубсер     | Хафпайп (чоловіки)    | 60.50        | 4.00         | Н/Д          | 60.50        | 15           | Не потрапив  | Не потрапив  | Не потрапив  | Не потрапив  | Не потрапив  |
| Фабіан Бош     | Слоупстайл (чоловіки) | 53.83        | 74.53        | Н/Д          | 74.53        | 10 Q         | 78.05        | 51.46        | 13.98        | 78.05        | 6            |
| Кім Ґубсер     | Слоупстайл (чоловіки) | 76.71        | НС           | Н/Д          | 76.71        | 8 Q          | НС           | НС           | НС           | НС           | НС           |
| Андрі Рагеттлі | Слоупстайл (чоловіки) | 76.98        | 85.08        | Н/Д          | 85.08        | 1 Q          | 78.20        | 83.50        | 33.95        | 83.50        | 4            |
| Колін Вілі     | Слоупстайл (чоловіки) | 54.45        | 38.03        | Н/Д          | 54.45        | 19           | Не потрапив  | Не потрапив  | Не потрапив  | Не потрапив  | Не потрапив  |
| Матільд Гремо  | Біг-ейр (жінки)       | 60.00        | 54.75        | 9.00         | 114.75       | 6 Q          | 89.25        | 93.25        | 26.00        | 182.50       | 3            |
| Сара Геффлін   | Біг-ейр (жінки)       | 85.50        | 42.75        | 64.00        | 149.50       | 9 Q          | 82.50        | 53.00        | 76.25        | 158.75       | 6            |
| Матільд Гремо  | Слоупстайл (жінки)    | 39.41        | 63.46        | Н/Д          | 63.46        | 12 Q         | 1.10         | 86.56        | 46.96        | 86.56        | 1            |
| Сара Геффлін   | Слоупстайл (жінки)    | 35.38        | 48.96        | Н/Д          | 48.96        | 20           | Не потрапила | Не потрапила | Не потрапила | Не потрапила | Не потрапила |

Могул
| Спортсмен  | Дисципліна | Кваліфікація | Кваліфікація | Кваліфікація | Кваліфікація | Кваліфікація | Кваліфікація | Кваліфікація | Кваліфікація | Фінал     | Фінал     | Фінал     | Фінал     | Фінал       | Фінал       | Фінал       | Фінал       | Фінал       | Фінал       | Фінал       | Фінал       |
| Спортсмен  | Дисципліна | 1-й спуск    | 1-й спуск    | 1-й спуск    | 1-й спуск    | 2-й спуск    | 2-й спуск    | 2-й спуск    | 2-й спуск    | 1-й спуск | 1-й спуск | 1-й спуск | 1-й спуск | 2-й спуск   | 2-й спуск   | 2-й спуск   | 2-й спуск   | 3-й спуск   | 3-й спуск   | 3-й спуск   | 3-й спуск   |
| Спортсмен  | Дисципліна | Час          | Бали         | Загалом      | Місце        | Час          | Бали         | Загалом      | Місце        | Час       | Бали      | Загалом   | Місце     | Час         | Бали        | Загалом     | Місце       | Час         | Бали        | Загалом     | Місце       |
| ---------- | ---------- | ------------ | ------------ | ------------ | ------------ | ------------ | ------------ | ------------ | ------------ | --------- | --------- | --------- | --------- | ----------- | ----------- | ----------- | ----------- | ----------- | ----------- | ----------- | ----------- |
| Марко Таде | Чоловіки   | 25.03        | 59.49        | 74.48        | 15           | 25.23        | 55.72        | 70.45        | 10 Q         | 24.48     | 58.99     | 74.71     | 18        | Не потрапив | Не потрапив | Не потрапив | Не потрапив | Не потрапив | Не потрапив | Не потрапив | Не потрапив |

Скікрос
| Спортсмен         | Дисципліна | № Посіву | № Посіву | 1/8 фіналу | Чвертьфінал  | Півфінал     | Фінал        | Фінал        |
| Спортсмен         | Дисципліна | Час      | Місце    | Місце      | Місце        | Місце        | Місце        | Місце        |
| ----------------- | ---------- | -------- | -------- | ---------- | ------------ | ------------ | ------------ | ------------ |
| Йоос Беррі        | Чоловіки   | 1:13.43  | 21       | 2 Q        | 4            | Не потрапив  | Не потрапив  | Не потрапив  |
| Ромен Детраз      | Чоловіки   | 1:13.69  | 27       | 3          | Не потрапив  | Не потрапив  | Не потрапив  | Не потрапив  |
| Алекс Фіва        | Чоловіки   | 1:11.94  | 1        | 1 Q        | 1 Q          | 1 BF         | 2            | 2            |
| Раян Режез        | Чоловіки   | 1:12.44  | 7        | 1 Q        | 1 Q          | 2 BF         | 1            | 1            |
| Таліна Гантенбайн | Жінки      | 1:18.31  | 9        | 2 Q        | 3            | Не потрапила | Не потрапила | Не потрапила |
| Саск'я Лак        | Жінки      | 1:19.21  | 13       | 3          | Не потрапила | Не потрапила | Не потрапила | Не потрапила |
| Фанні Сміт        | Жінки      | 1:17.06  | 2        | 1 'Q       | 1 Q          | 2 BF         | RAL          | 4            |

## Хокей
Підсумок
Легенда:
- OT – Додатковий час
- GWS – Пробиттям булітів

| Збірна                    | Дисципліна       | Груповий етап    | Груповий етап                      | Груповий етап    | Груповий етап    | Груповий етап | Кваліфікаційний плейоф | Чвертьфінал                        | Півфінал         | Фінал / БМ       | Фінал / БМ |
| Збірна                    | Дисципліна       | Суперник Рахунок | Суперник Рахунок                   | Суперник Рахунок | Суперник Рахунок | Місце         | Суперник Рахунок       | Суперник Рахунок                   | Суперник Рахунок | Суперник Рахунок | Місце      |
| ------------------------- | ---------------- | ---------------- | ---------------------------------- | ---------------- | ---------------- | ------------- | ---------------------- | ---------------------------------- | ---------------- | ---------------- | ---------- |
| Чоловіча збірна Швейцарії | Чоловічий турнір | Росія L 0–1      | Чехія L 1–2 GWS                    | Данія L 3–5      | Н/Д              | 4             | Чехія W 4–2            | Фінляндія L 1–5                    | Не потрапили     | Не потрапили     | 8          |
| Жіноча збірна Швейцарії   | Жіночий турнір   | Канада L 1–12    | Олімпійський комітет Росії · L 2–5 | США L 0–8        | Фінляндія W 3–2  | 5             | Н/Д                    | Олімпійський комітет Росії · W 4–2 | Канада L 3–10    | Фінляндія L 0–4  | 4          |

Від Швейцарії на Ігри кваліфікувалися чоловіча збірна (25 спортсменів) і жіноча збірна (23 спортсменки).

### Чоловічий турнір
Збірна Швейцарії з хокею із шайбою кваліфікувалася завдяки своєму восьмому місцю в Світовому рейтингу ІІХФ 2019.
Склад збірної
Склад збірної оголошено 18 січня 2022 року.
Головний тренер: Патрік Фішер
| №  | Поз. | Ім'я                   | Зріст  | Вага  | Дата народження                  | Команда         |
| -- | ---- | ---------------------- | ------ | ----- | -------------------------------- | --------------- |
| 36 | В    | Йорен ван Поттельберге | 1,91 м | 85 кг | 5 червня 1997 (вік 24 роки)      | Біль            |
| 2  | З    | Сантері Алатало        | 1,80 м | 80 кг | 9 травня 1990 (вік 31 рік)       | Лугано          |
| 6  | З    | Яннік Вебер            | 1,81 м | 91 кг | 23 вересня 1988 (вік 33 роки)    | ЦСК Лайонс      |
| 10 | Н    | Андрес Амбюль          | 1,76 м | 86 кг | 14 вересня 1983 (вік 38 років)   | Давос           |
| 15 | Н    | Грегорі Гофманн        | 1,82 м | 91 кг | 13 листопада 1992 (вік 29 років) | Цуг             |
| 16 | З    | Рафаель Діас           | 1,81 м | 89 кг | 9 січня 1986 (вік 36 років)      | Фрібур-Готтерон |
| 20 | В    | Рето Берра             | 1,94 м | 99 кг | 3 січня 1987 (вік 35 років)      | Фрібур-Готтерон |
| 25 | З    | Мірко Мюллер           | 1,91 м | 95 кг | 21 березня 1995 (вік 26 років)   | Лугано          |
| 45 | З    | Міхаель Фора           | 1,92 м | 98 кг | 30 жовтня 1995 (вік 26 років)    | Амбрі-Піотта    |
| 54 | З    | Крістіан Марті         | 1,91 м | 97 кг | 29 березня 1993 (вік 28 років)   | ЦСК Лайонс      |
| 55 | З    | Ромен Леффель          | 1,78 м | 85 кг | 10 березня 1991 (вік 30 років)   | Лугано          |
| 58 | Н    | Даріо Сіміон           | 1,90 м | 87 кг | 22 травня 1994 (вік 27 років)    | Цуг             |
| 61 | Н    | Фабріс Герцог          | 1,89 м | 89 кг | 9 грудня 1994 (вік 27 років)     | Цуг             |
| 62 | Н    | Денис Мальгін          | 1,75 м | 80 кг | 18 січня 1997 (вік 25 років)     | ЦСК Лайонс      |
| 63 | В    | Леонардо Дженоні       | 1,82 м | 87 кг | 28 серпня 1987 (вік 34 роки)     | Цуг             |
| 65 | З    | Рамон Унтерзандер      | 1,84 м | 87 кг | 21 січня 1991 (вік 31 рік)       | Берн            |
| 70 | Н    | Деніс Голленштайн      | 1,83 м | 88 кг | 15 жовтня 1989 (вік 32 роки)     | ЦСК Лайонс      |
| 71 | Н    | Енцо Корві             | 1,83 м | 86 кг | 23 грудня 1992 (вік 29 років)    | Давос           |
| 82 | Н    | Сімон Мозер            | 1,87 м | 97 кг | 10 березня 1989 (вік 32 роки)    | Берн            |
| 83 | Н    | Йоель Вермін           | 1,80 м | 87 кг | 5 лютого 1992 (вік 30 років)     | Женева-Серветт  |
| 85 | Н    | Свен Андрігетто        | 1,78 м | 85 кг | 21 березня 1993 (вік 28 років)   | ЦСК Лайонс      |
| 88 | Н    | Крістоф Берчі          | 1,78 м | 84 кг | 5 квітня 1994 (вік 27 років)     | Лозанна         |
| 92 | Н    | Гаетан Гаас            | 1,83 м | 82 кг | 31 січня 1992 (вік 30 років)     | Біль            |
| 87 | Н    | Кілліан Мотте          | 1,77 м | 76 кг | 15 січня 1991 (вік 31 рік)       | Фрібур-Готтерон |
| 11 | Н    | Свен Сентелер          | 1,85 м | 90 кг | 11 серпня 1992 (вік 29 років)    | Цуг             |

Груповий етап
| Поз | Команда   | М | В | ВО | ПО | П | ГЗ | ГП | Різ | О | Кваліфікація           |
| --- | --------- | - | - | -- | -- | - | -- | -- | --- | - | ---------------------- |
| 1   | ОКР       | 3 | 2 | 0  | 1  | 0 | 8  | 6  | +2  | 7 | Чвертьфінали           |
| 2   | Данія     | 3 | 2 | 0  | 0  | 1 | 7  | 6  | +1  | 6 | Кваліфікаційний плейоф |
| 3   | Чехія     | 3 | 0 | 2  | 0  | 1 | 9  | 8  | +1  | 4 | Кваліфікаційний плейоф |
| 4   | Швейцарія | 3 | 0 | 0  | 1  | 2 | 4  | 8  | −4  | 1 | Кваліфікаційний плейоф |

| 9 лютого 2022 16:40 v | ОКР | 1–0 (1–0, 0–0, 0–0) | Швейцарія | Державний палац спорту Пекіна (Пекін) 934 глядачів |

| звіт                        | звіт         | звіт     | звіт       | звіт                                                                           |
| --------------------------- | ------------ | -------- | ---------- | ------------------------------------------------------------------------------ |
|                             |              |          |            |                                                                                |
|                             | Іван Федотов | Воротарі | Рето Берра | Судді: Андре Шрадер Максим Сидоренко Лінійні Судді: Браян Олівер Їржі Ондрачек |
|                             | голи:        |          |            | Судді: Андре Шрадер Максим Сидоренко Лінійні Судді: Браян Олівер Їржі Ондрачек |
| Слєпишев (Семьонов) – 19:57 | 1–0          |          |            | Судді: Андре Шрадер Максим Сидоренко Лінійні Судді: Браян Олівер Їржі Ондрачек |
|                             |              |          |            | Судді: Андре Шрадер Максим Сидоренко Лінійні Судді: Браян Олівер Їржі Ондрачек |
|                             |              |          |            | Судді: Андре Шрадер Максим Сидоренко Лінійні Судді: Браян Олівер Їржі Ондрачек |
|                             |              |          |            | Судді: Андре Шрадер Максим Сидоренко Лінійні Судді: Браян Олівер Їржі Ондрачек |
| 14 хв                       | Штраф        | 10 хв    |            | Судді: Андре Шрадер Максим Сидоренко Лінійні Судді: Браян Олівер Їржі Ондрачек |
|                             |              |          |            |                                                                                |
|                             | 30           | кидки    | 33         |                                                                                |

| 11 лютого 2022 16:40 v | Чехія | 2–1 GWS (1–1, 0–0, 0–0) (OT: 0–0) (SO: 1–0) | Швейцарія | Державний палац спорту Пекіна (Пекін) 834 глядачів |

| звіт                            | звіт          | звіт                           | звіт             | звіт                                                                             |
| ------------------------------- | ------------- | ------------------------------ | ---------------- | -------------------------------------------------------------------------------- |
|                                 |               |                                |                  |                                                                                  |
|                                 | Шимон Грубець | Воротарі                       | Леонардо Дженоні | Судді: Андріс Ансонс Ендрю Бруггемен Лінійні Судді: Гліб Лазарєв Дастін Маккренк |
|                                 | голи:         |                                |                  | Судді: Андріс Ансонс Ендрю Бруггемен Лінійні Судді: Гліб Лазарєв Дастін Маккренк |
| Смейкал (Клок, Зогорна) – 04:33 | 1–0 / 1–1     | 08:34 – Гаас (Андрігетто) (PP) |                  | Судді: Андріс Ансонс Ендрю Бруггемен Лінійні Судді: Гліб Лазарєв Дастін Маккренк |
|                                 |               |                                |                  | Судді: Андріс Ансонс Ендрю Бруггемен Лінійні Судді: Гліб Лазарєв Дастін Маккренк |
|                                 |               |                                |                  | Судді: Андріс Ансонс Ендрю Бруггемен Лінійні Судді: Гліб Лазарєв Дастін Маккренк |
|                                 |               |                                |                  | Судді: Андріс Ансонс Ендрю Бруггемен Лінійні Судді: Гліб Лазарєв Дастін Маккренк |
| 10 хв                           | Штраф         | 4 хв                           |                  | Судді: Андріс Ансонс Ендрю Бруггемен Лінійні Судді: Гліб Лазарєв Дастін Маккренк |
|                                 |               |                                |                  |                                                                                  |
|                                 | 36            | кидки                          | 25               |                                                                                  |

| 12 лютого 2022 21:10 v | Швейцарія | 3–5 (1–0, 0–3, 2–2) | Данія | Арена Укесон (Пекін) |

| звіт                           | звіт       | звіт     | звіт           | звіт                                                                                 |
| ------------------------------ | ---------- | -------- | -------------- | ------------------------------------------------------------------------------------ |
|                                |            |          |                |                                                                                      |
|                                | Рето Берра | Воротарі | Фредерік Діхов | Судді: Роман Гофман Крістіан Вікман Лінійні Судді: Андреас Мальмквіст Микита Шалагін |
|                                | голи:      |          |                | Судді: Роман Гофман Крістіан Вікман Лінійні Судді: Андреас Мальмквіст Микита Шалагін |
| Корві (Вебер, Тюркауф) – 15:59 | 1–0        |          |                | Судді: Роман Гофман Крістіан Вікман Лінійні Судді: Андреас Мальмквіст Микита Шалагін |
|                                |            |          |                | Судді: Роман Гофман Крістіан Вікман Лінійні Судді: Андреас Мальмквіст Микита Шалагін |
|                                |            |          |                | Судді: Роман Гофман Крістіан Вікман Лінійні Судді: Андреас Мальмквіст Микита Шалагін |
|                                |            |          |                | Судді: Роман Гофман Крістіан Вікман Лінійні Судді: Андреас Мальмквіст Микита Шалагін |
|                                |            |          |                | Судді: Роман Гофман Крістіан Вікман Лінійні Судді: Андреас Мальмквіст Микита Шалагін |
|                                |            |          |                |                                                                                      |

Плейоф
| 15 лютого 2022 16:40 v | Чехія | 2–4 (1–2, 0–1, 1–1) | Швейцарія | Державний палац спорту Пекіна (Пекін) 990 глядачів |

| звіт                                                                       | звіт                              | звіт | звіт             | звіт                                                                                  |
| -------------------------------------------------------------------------- | --------------------------------- | --- | ---------------- | ------------------------------------------------------------------------------------- |
|                                                                            |                                   | |                  |                                                                                       |
|                                                                            | Шимон Грубець                     | Воротарі | Леонардо Дженоні | Судді: Роман Гофман Мікко Каукокарі Лінійні Судді: Людвіг Лундгрен Андреас Мальмквіст |
|                                                                            | голи:                             | |                  | Судді: Роман Гофман Мікко Каукокарі Лінійні Судді: Людвіг Лундгрен Андреас Мальмквіст |
| Клок (Кнот, Червенка) – 10:08 / Червенка (Крейчі, Коварж) (PP, EA) – 55:59 | 1–0 / 1–1 / 1–2 / 1–3 / 1–4 / 2–4 | 14:59 – Амбюль (Тюркауф, Корві) (PP) / 15:12 – Мотте (Голленштайн, Діас) / 29:53 – Мальгін (Алатало, Андрігетто) (PP) / 54:57 – Діас (Андрігетто, Герцоґ) |                  | Судді: Роман Гофман Мікко Каукокарі Лінійні Судді: Людвіг Лундгрен Андреас Мальмквіст |
|                                                                            |                                   | |                  | Судді: Роман Гофман Мікко Каукокарі Лінійні Судді: Людвіг Лундгрен Андреас Мальмквіст |
|                                                                            |                                   | |                  | Судді: Роман Гофман Мікко Каукокарі Лінійні Судді: Людвіг Лундгрен Андреас Мальмквіст |
|                                                                            |                                   | |                  | Судді: Роман Гофман Мікко Каукокарі Лінійні Судді: Людвіг Лундгрен Андреас Мальмквіст |
| 6 хв                                                                       | Штраф                             | 4 хв |                  | Судді: Роман Гофман Мікко Каукокарі Лінійні Судді: Людвіг Лундгрен Андреас Мальмквіст |
|                                                                            |                                   | |                  |                                                                                       |
|                                                                            | 33                                | кидки | 18               |                                                                                       |

Чвертьфінали
| 16 лютого 2022 16:40 | Фінляндія | 5–1 (2–0, 1–1, 2–0) | Швейцарія | Державний палац спорту Пекіна (Пекін) 948 глядачів |

| звіт | звіт                              | звіт                              | звіт                        | звіт                                                                      |
| --- | --------------------------------- | --------------------------------- | --------------------------- | ------------------------------------------------------------------------- |
| |                                   |                                   |                             |                                                                           |
| | Харрі Сятері                      | Воротарі                          | Рето Берра Леонардо Дженоні | Судді: Андріс Ансонс Олівер Гуен Лінійні Судді: Даніел Гинек Браян Олівер |
| | голи:                             |                                   |                             | Судді: Андріс Ансонс Олівер Гуен Лінійні Судді: Даніел Гинек Браян Олівер |
| Аалтонен (Фріман, Няттінен) – 08:37 / Легтонен (Хієтанен, Маннінен) – 10:45 / Анттіла (Б'єрнінен) – 23:08 / Пакарінен (Фільппула, Песонен) (ENG) – 55:28 / Хартікайнен (ENG) – 56:47 | 1–0 / 2–0 / 3–0 / 3–1 / 4–1 / 5–1 | 37:49 – Амбюль (Корві, Гаас) (PP) |                             | Судді: Андріс Ансонс Олівер Гуен Лінійні Судді: Даніел Гинек Браян Олівер |
| |                                   |                                   |                             | Судді: Андріс Ансонс Олівер Гуен Лінійні Судді: Даніел Гинек Браян Олівер |
| |                                   |                                   |                             | Судді: Андріс Ансонс Олівер Гуен Лінійні Судді: Даніел Гинек Браян Олівер |
| |                                   |                                   |                             | Судді: Андріс Ансонс Олівер Гуен Лінійні Судді: Даніел Гинек Браян Олівер |
| 4 хв | Штраф                             | 4 хв                              |                             | Судді: Андріс Ансонс Олівер Гуен Лінійні Судді: Даніел Гинек Браян Олівер |
| |                                   |                                   |                             |                                                                           |
| | 23                                | кидки                             | 34                          |                                                                           |

### Жіночий турнір
Жіноча збірна Швейцарії з хокею із шайбою кваліфікувалася завдяки своєму п'ятому місцю в Світовому рейтингу ІІХФ 2020.
Склад збірної
Склад збірної оголошено 14 січня 2022 року.
Головний тренер: Колін Мюллер
| №  | Поз. | Ім'я            | Зріст  | Вага  | Дата народження                | Клуб                 |
| -- | ---- | --------------- | ------ | ----- | ------------------------------ | -------------------- |
| 3  | З    | Сара Форстер    | 1,68 м | 66 кг | 19 березня 1993 (вік 28 років) | AIK IF               |
| 7  | Н    | Лара Штальдер   | 1,67 м | 63 кг | 15 травня 1994 (вік 27 років)  | Brynäs IF            |
| 8  | Н    | Калег Кеннек    | 1,72 м | 80 кг | 15 лютого 1998 (вік 23 роки)   | Montreal Carabins    |
| 9  | З    | Шеннон Зіґріст  | 1,67 м | 68 кг | 20 квітня 1999 (вік 22 роки)   | Linköping HC         |
| 12 | Н    | Ліза Рюеді      | 1,67 м | 67 кг | 3 листопада 2000 (вік 21 рік)  | ZSC Lions            |
| 14 | Н    | Евеліна Разеллі | 1,70 м | 61 кг | 3 травня 1992 (вік 29 років)   | Boston Pride         |
| 15 | Н    | Лаура Ціммерман | 1,63 м | 69 кг | 5 квітня 2003 (вік 18 років)   | EV Bomo Thun         |
| 16 | З    | Ніколь Валларіо | 1,66 м | 66 кг | 30 серпня 2001 (вік 20 років)  | St. Thomas Tommies   |
| 17 | З    | Лара Крістен    | 1,63 м | 64 кг | 2 жовтня 2002 (вік 19 років)   | ZSC Lions            |
| 18 | З    | Штефані Ветлі   | 1,73 м | 67 кг | 4 лютого 2000 (вік 21 рік)     | HT Thurgau Ladies    |
| 20 | В    | Андреа Бранді   | 1,67 м | 72 кг | 5 червня 1997 (вік 24 роки)    | Ohio State Buckeyes  |
| 21 | Н    | Рагель Енцлер   | 1,63 м | 66 кг | 30 липня 2000 (вік 21 рік)     | Maine Black Bears    |
| 22 | З    | Сіня Ліман      | 1,66 м | 60 кг | 19 квітня 2002 (вік 19 років)  | ZSC Lions            |
| 23 | З    | Ніколь Булло    | 1,60 м | 54 кг | 18 липня 1987 (вік 34 роки)    | HC Ladies Lugano     |
| 24 | Н    | Ноемі Рінер     | 1,65 м | 62 кг | 24 квітня 2000 (вік 21 рік)    | Luleå HF/MSSK        |
| 25 | Н    | Аліна Мюллер    | 1,67 м | 65 кг | 12 березня 1998 (вік 23 роки)  | Northeastern Huskies |
| 26 | Н    | Домінік Рюеґґ   | 1,73 м | 79 кг | 5 лютого 1996 (вік 25 років)   | ZSC Lions            |
| 28 | Н    | Аліна Марті     | 1,67 м | 66 кг | 23 квітня 2004 (вік 17 років)  | ZSC Lions            |
| 29 | В    | Саскія Маурер   | 1,66 м | 59 кг | 29 липня 2001 (вік 20 років)   | St. Thomas Tommies   |
| 39 | В    | Каролін Спіс    | 1,68 м | 66 кг | 2 липня 2002 (вік 19 років)    | EHC Basel            |
| 71 | Н    | Лена Марія Лутц | 1,66 м | 68 кг | 12 липня 2001 (вік 20 років)   | HC Ladies Lugano     |
| 88 | Н    | Фебе Станц      | 1,61 м | 58 кг | 7 січня 1994 (вік 28 років)    | Leksands IF          |
| 98 | Н    | Кілі Мой        | 1,75 м | 74 кг | 23 квітня 1998 (вік 23 роки)   | Harvard Crimson      |

Груповий етап
| Поз | Команда                    | М | В | ВО | ПО | П | ГЗ | ГП | Різ | О  | Кваліфікація     |
| --- | -------------------------- | - | - | -- | -- | - | -- | -- | --- | -- | ---------------- |
| 1   | США                        | 4 | 3 | 0  | 0  | 1 | 20 | 6  | +14 | 9  | Чвертьфіналістки |
| 2   | Канада                     | 4 | 4 | 0  | 0  | 0 | 33 | 5  | +28 | 12 | Чвертьфіналістки |
| 3   | Фінляндія                  | 4 | 1 | 0  | 0  | 3 | 10 | 19 | −9  | 3  | Чвертьфіналістки |
| 4   | Олімпійський комітет Росії | 4 | 1 | 0  | 0  | 3 | 6  | 18 | −12 | 3  | Чвертьфіналістки |
| 5   | Швейцарія                  | 4 | 1 | 0  | 0  | 3 | 6  | 27 | −21 | 3  | Чвертьфіналістки |

| 3 лютого 2022 12:10 v | Канада | 12–1 (3–0, 5–0, 4–1) | Швейцарія | Державний палац спорту Пекіна (Пекін) 1,000 глядачів |

| звіт | звіт                                                                           | звіт                             | звіт          | звіт                                                                   |
| --- | ------------------------------------------------------------------------------ | -------------------------------- | ------------- | ---------------------------------------------------------------------- |
| |                                                                                |                                  |               |                                                                        |
| | Анн-Рене Десбін                                                                | Воротарі                         | Андреа Бранді | Судді: Дарія Єрмак Анна Віґанд Лінійні Судді: Ліза Лінек Ліннея Сайніо |
| | голи:                                                                          |                                  |               | Судді: Дарія Єрмак Анна Віґанд Лінійні Судді: Ліза Лінек Ліннея Сайніо |
| Фільє (Спунер) – 01:04 / Фільє (Пулен) – 07:55 / Спунер (Фільє, Амброз) – 11:20 / Джонстон (Томпсон, Тернбулл) – 28:06 / Стейсі (Белл) – 28:21 / Спунер (Нерс, Томпсон) (PP) – 33:20 / Тернбулл (Томпсон, Джонстон) – 35:40 / Стейсі (Шелтон) – 37:02 / Тернбулл (Реттрей, Спунер) – 46:14 / Белл (Тернбулл, Джонстон) – 53:46 / Томпсон (Джонстон, Нерс) – 56:20 /Амброз (Спунер, Томпсон) (PP) – 59:58 | 1–0 / 2–0 / 3–0 / 4–0 / 5–0 / 6–0 / 7–0 / 8–0 / 9–0 / 9–1 / 10–1 / 11–1 / 12–1 | 48:30 – Штальдер (Крістен) (PP2) |               | Судді: Дарія Єрмак Анна Віґанд Лінійні Судді: Ліза Лінек Ліннея Сайніо |
| |                                                                                |                                  |               | Судді: Дарія Єрмак Анна Віґанд Лінійні Судді: Ліза Лінек Ліннея Сайніо |
| |                                                                                |                                  |               | Судді: Дарія Єрмак Анна Віґанд Лінійні Судді: Ліза Лінек Ліннея Сайніо |
| |                                                                                |                                  |               | Судді: Дарія Єрмак Анна Віґанд Лінійні Судді: Ліза Лінек Ліннея Сайніо |
| 14 хв | Штраф                                                                          | 8 хв                             |               | Судді: Дарія Єрмак Анна Віґанд Лінійні Судді: Ліза Лінек Ліннея Сайніо |
| |                                                                                |                                  |               |                                                                        |
| | 70                                                                             | кидки                            | 15            |                                                                        |

| 4 лютого 2022 12:10 v | Олімпійський комітет Росії | 5–2 (2–1, 2–1, 1–0) | Швейцарія | Державний палац спорту Пекіна (Пекін) |

| звіт | звіт                                    | звіт                                                                 | звіт | звіт                                                                            |
| --- | --------------------------------------- | -------------------------------------------------------------------- | ---- | ------------------------------------------------------------------------------- |
| |                                         |                                                                      |      |                                                                                 |
| |                                         |                                                                      |      | Судді: Сіана Лієферс Елізабет Манта Лінійні Судді: Кендалл Генлі Джекі Спрессар |
| | голи:                                   |                                                                      |      |                                                                                 |
| 05:54 – Добродєєва (Вафіна, Павлова) / 17:29 – Болгарева (Кадірова) / 30:30 – Шибанова (Пєчнікова, Братищева) / 37:07 – Болгарева (Кадірова) | 1–0 / 1–1 / 2–1 / 2–2 / 3–2 / 4–2 / 5–2 | Лара Штадлер (Крістен, Мюллер) (PP) – 17:16 / Мюллер (Рінер) – 26:57 |      |                                                                                 |
| |                                         |                                                                      |      |                                                                                 |
| |                                         |                                                                      |      |                                                                                 |
| |                                         |                                                                      |      |                                                                                 |
| 10 хв | Штраф                                   | 6 хв                                                                 |      |                                                                                 |
| |                                         |                                                                      |      |                                                                                 |
| | 31                                      | кидки                                                                | 30   |                                                                                 |

| 6 лютого 2022 21:10 v | Швейцарія | 0–8 (0–5, 0–2, 0–1) | США | Арена Укесон (Пекін) 545 глядачів |

| звіт | звіт                                          | звіт | звіт            | звіт                                                                    |
| ---- | --------------------------------------------- | --- | --------------- | ----------------------------------------------------------------------- |
|      |                                               | |                 |                                                                         |
|      | Андреа Бранді Саскія Маурер                   | Воротарі | Алекс Кавалліні | Судді: Марія Фурберґ Лейсі Сенюк Лінійні Судді: Алекс Кларк Сара Стронґ |
|      | голи:                                         | |                 | Судді: Марія Фурберґ Лейсі Сенюк Лінійні Судді: Алекс Кларк Сара Стронґ |
|      | 0–1 / 0–2 / 0–3 / 0–4 / 0–5 / 0–6 / 0–7 / 0–8 | 05:40 – Найт (Брандт, Келлер) (PP) / 14:04 – Комфер (Скамурра, Бозек) / 14:13 – Найт / 16:15 – Паннек / 19:38 – Кессел (Данн, Барнс) / 22:11 – Паннек (Кессел, Карпентер) / 37:12 – Комфер (Бозек, Данн) / 57:29 – Камеранезі (Паннек, Барнс) |                 | Судді: Марія Фурберґ Лейсі Сенюк Лінійні Судді: Алекс Кларк Сара Стронґ |
|      |                                               | |                 | Судді: Марія Фурберґ Лейсі Сенюк Лінійні Судді: Алекс Кларк Сара Стронґ |
|      |                                               | |                 | Судді: Марія Фурберґ Лейсі Сенюк Лінійні Судді: Алекс Кларк Сара Стронґ |
|      |                                               | |                 | Судді: Марія Фурберґ Лейсі Сенюк Лінійні Судді: Алекс Кларк Сара Стронґ |
|      |                                               | |                 | Судді: Марія Фурберґ Лейсі Сенюк Лінійні Судді: Алекс Кларк Сара Стронґ |
|      |                                               | |                 |                                                                         |

| 7 лютого 2022 21:10 v | Швейцарія | 3–2 (1–0, 1–1, 1–1) | Фінляндія | Державний палац спорту Пекіна (Пекін) 742 глядачів |

| звіт | звіт                        | звіт                                                                                | звіт         | звіт                                                                           |
| --- | --------------------------- | ----------------------------------------------------------------------------------- | ------------ | ------------------------------------------------------------------------------ |
| |                             |                                                                                     |              |                                                                                |
| | Андреа Бранді               | Воротарі                                                                            | Анні Кейсала | Судді: Сіанна Ліфферс Елізабет Манта Лінійні Судді: Кендалл Генлі Діана Мохова |
| | голи:                       |                                                                                     |              | Судді: Сіанна Ліфферс Елізабет Манта Лінійні Судді: Кендалл Генлі Діана Мохова |
| Крістен (Мюллер, Штальдер) (PP2) – 11:52 / Рюеґґ (Мюллер, Ліман) (PP, EA) – 30:00 / Штальдер (Мюллер, Зіґріст) – 41:21 | 1–0 / 1–1 / 2–1 / 3–1 / 3–2 | 27:49 – Лайтінен (Саволайнен, Туомінен) (PP) / 50:11 – Холопайнен (Вайнікка, Тулус) |              | Судді: Сіанна Ліфферс Елізабет Манта Лінійні Судді: Кендалл Генлі Діана Мохова |
| |                             |                                                                                     |              | Судді: Сіанна Ліфферс Елізабет Манта Лінійні Судді: Кендалл Генлі Діана Мохова |
| |                             |                                                                                     |              | Судді: Сіанна Ліфферс Елізабет Манта Лінійні Судді: Кендалл Генлі Діана Мохова |
| |                             |                                                                                     |              | Судді: Сіанна Ліфферс Елізабет Манта Лінійні Судді: Кендалл Генлі Діана Мохова |
| 6 хв | Штраф                       | 14 хв                                                                               |              | Судді: Сіанна Ліфферс Елізабет Манта Лінійні Судді: Кендалл Генлі Діана Мохова |
| |                             |                                                                                     |              |                                                                                |
| | 24                          | кидки                                                                               | 40           |                                                                                |

Чвертьфінали
| 12 лютого 2022 12:10 v | Олімпійський комітет Росії | 2–4 (0–0, 1–1, 1–3) | Швейцарія | Арена Укесон (Пекін) 670 глядачів |

| звіт                                                                           | звіт                              | звіт | звіт          | звіт                                                                    |
| ------------------------------------------------------------------------------ | --------------------------------- | --- | ------------- | ----------------------------------------------------------------------- |
|                                                                                |                                   | |               |                                                                         |
|                                                                                | Валерія Меркушева                 | Воротарі | Андреа Бранді | Судді: Келлі Кук Челсі Рейпін Лінійні Судді: Єнні Хейккінен Сара Стронґ |
|                                                                                | голи:                             | |               | Судді: Келлі Кук Челсі Рейпін Лінійні Судді: Єнні Хейккінен Сара Стронґ |
| Савоніна (Шохіна, Коржакова) – 37:38 / Лучникова (Братищева, Кадірова) – 56:53 | 0–1 / 1–1 / 1–2 / 2–2 / 2–3 / 2–4 | 34:31 – Стенц (Мюллер, Штальдер) / 47:31 – Рюеґґ (Мой, Валларіо) / 57:23 – Мюллер (Штальдер) / 59:58 – Мюллер (SH, ENG) |               | Судді: Келлі Кук Челсі Рейпін Лінійні Судді: Єнні Хейккінен Сара Стронґ |
|                                                                                |                                   | |               | Судді: Келлі Кук Челсі Рейпін Лінійні Судді: Єнні Хейккінен Сара Стронґ |
|                                                                                |                                   | |               | Судді: Келлі Кук Челсі Рейпін Лінійні Судді: Єнні Хейккінен Сара Стронґ |
|                                                                                |                                   | |               | Судді: Келлі Кук Челсі Рейпін Лінійні Судді: Єнні Хейккінен Сара Стронґ |
| 4 хв                                                                           | Штраф                             | 6 хв |               | Судді: Келлі Кук Челсі Рейпін Лінійні Судді: Єнні Хейккінен Сара Стронґ |
|                                                                                |                                   | |               |                                                                         |
|                                                                                | 24                                | кидки | 36            |                                                                         |

Півфінали
| 14 лютого 2022 12:10 v | Канада | 10–3 (5–1, 3–2, 2–0) | Швейцарія | Арена Укесон (Пекін) 645 глядачів |

| звіт | звіт                                                                         | звіт                                                                               | звіт                        | звіт                                                                         |
| --- | ---------------------------------------------------------------------------- | ---------------------------------------------------------------------------------- | --------------------------- | ---------------------------------------------------------------------------- |
| |                                                                              |                                                                                    |                             |                                                                              |
| | Ann-Renee Desbiens                                                           | Воротарі                                                                           | Андреа Бранді Саскія Маурер | Судді: Анніїна Нурмі Челсі Рейпін Лінійні Судді: Єнні Хеккіне Джекі Спрессер |
| | голи:                                                                        |                                                                                    |                             | Судді: Анніїна Нурмі Челсі Рейпін Лінійні Судді: Єнні Хеккіне Джекі Спрессер |
| Томпсон (Джонстон) – 07:16 / Реттрей (Амброз, Фільє) – 08:28 / Тернбулл (Томпсон, Джонстон) – 09:04 / Фаст (Нерс, Дженнер) – 09:21 / Амброз (Дауст, Спунер) – 10:40 / Пулен (Нерс) – 27:52 / Кларк (Джонстон, Тернбулл) – 28:03 / Пулен (Нерс, Томпсон) – 33:27 / Мальте (Стейсі, Солньєр) – 43:13 / Дженнер (Нерс) – 58:11 | 1–0 / 2–0 / 3–0 / 4–0 / 5–0 / 5–1 / 5–2 / 6–2 / 7–2 / 7–3 / 8–3 / 9–3 / 10–3 | 18:37 – Штальдер (Мюллер) (PP) / 24:59 – Мюллер (Штальдер) / 29:44 – Штальдер (PP) |                             | Судді: Анніїна Нурмі Челсі Рейпін Лінійні Судді: Єнні Хеккіне Джекі Спрессер |
| |                                                                              |                                                                                    |                             | Судді: Анніїна Нурмі Челсі Рейпін Лінійні Судді: Єнні Хеккіне Джекі Спрессер |
| |                                                                              |                                                                                    |                             | Судді: Анніїна Нурмі Челсі Рейпін Лінійні Судді: Єнні Хеккіне Джекі Спрессер |
| |                                                                              |                                                                                    |                             | Судді: Анніїна Нурмі Челсі Рейпін Лінійні Судді: Єнні Хеккіне Джекі Спрессер |
| 8 хв | Штраф                                                                        | 4 хв                                                                               |                             | Судді: Анніїна Нурмі Челсі Рейпін Лінійні Судді: Єнні Хеккіне Джекі Спрессер |
| |                                                                              |                                                                                    |                             |                                                                              |
| | 61                                                                           | кидки                                                                              | 13                          |                                                                              |

Матч за бронзові медалі
| 16 лютого 2022 19:30 v | Фінляндія | 4–0 (1–0, 0–0, 3–0) | Швейцарія | Арена Укесон (Пекін) 724 глядачів |

| звіт | звіт                  | звіт     | звіт          | звіт                                                                     |
| --- | --------------------- | -------- | ------------- | ------------------------------------------------------------------------ |
| |                       |          |               |                                                                          |
| | Анні Кейсала          | Воротарі | Андреа Бранді | Судді: Елізабет Манта Лейсі Сенюк Лінійні Судді: Алекс Кларк Сара Стронґ |
| | голи:                 |          |               | Судді: Елізабет Манта Лейсі Сенюк Лінійні Судді: Алекс Кларк Сара Стронґ |
| Вайнікка (Тулус, Холопайнен) – 11:38 / Тапані (SH) – 43:24 / Лайтінен (Холопайнен, Саволайнен) (PP) – 54:24 / Карвінен (Ніемінен, Хійрікоскі) (PP) – 59:03 | 1–0 / 2–0 / 3–0 / 4–0 |          |               | Судді: Елізабет Манта Лейсі Сенюк Лінійні Судді: Алекс Кларк Сара Стронґ |
| |                       |          |               | Судді: Елізабет Манта Лейсі Сенюк Лінійні Судді: Алекс Кларк Сара Стронґ |
| |                       |          |               | Судді: Елізабет Манта Лейсі Сенюк Лінійні Судді: Алекс Кларк Сара Стронґ |
| |                       |          |               | Судді: Елізабет Манта Лейсі Сенюк Лінійні Судді: Алекс Кларк Сара Стронґ |
| 8 хв | Штраф                 | 8 хв     |               | Судді: Елізабет Манта Лейсі Сенюк Лінійні Судді: Алекс Кларк Сара Стронґ |
| |                       |          |               |                                                                          |
| | 47                    | кидки    | 15            |                                                                          |

## Санний спорт
Завдяки результатам у Кубку світу 2021–2022 від Швейцарії на Ігри кваліфікувалася одна санкарка.
| Спортсменка | Дисципліна             | 1-й заїзд | 1-й заїзд | 2-й заїзд | 2-й заїзд | 3-й заїзд | 3-й заїзд | 4-й заїзд | 4-й заїзд | Сума     | Сума  |
| Спортсменка | Дисципліна             | Час       | Місце     | Час       | Місце     | Час       | Місце     | Час       | Місце     | Час      | Місце |
| ----------- | ---------------------- | --------- | --------- | --------- | --------- | --------- | --------- | --------- | --------- | -------- | ----- |
| Наталі Мааґ | Одномісні сани (жінки) | 59.018    | 11        | 59.117    | 13        | 58.913    | 14        | 58.892    | 10        | 3:55.940 | 9     |

## Скелетон
| Спортсмен    | Дисципліна | 1-й заїзд | 1-й заїзд | 2-й заїзд | 2-й заїзд | 3-й заїзд | 3-й заїзд | 4-й заїзд   | 4-й заїзд   | Сума    | Сума  |
| Спортсмен    | Дисципліна | Час       | Місце     | Час       | Місце     | Час       | Місце     | Час         | Місце       | Час     | Місце |
| ------------ | ---------- | --------- | --------- | --------- | --------- | --------- | --------- | ----------- | ----------- | ------- | ----- |
| Базіль Зібер | Чоловіки   | 1:01.95   | 21        | 1:02.16   | 22        | 1:02.72   | 25        | Не потрапив | Не потрапив | 3:06.83 | 22    |

## Стрибки з трампліна
Чоловіки
| Спортсмен                                               | Дисципліна                          | Кваліфікація | Кваліфікація | Кваліфікація | Перший раунд | Перший раунд | Перший раунд | Фінал       | Фінал       | Фінал       | Загалом     | Загалом     |
| Спортсмен                                               | Дисципліна                          | Відстань     | Бали         | Місце        | Відстань     | Бали         | Місце        | Відстань    | Бали        | Місце       | Бали        | Місце       |
| ------------------------------------------------------- | ----------------------------------- | ------------ | ------------ | ------------ | ------------ | ------------ | ------------ | ----------- | ----------- | ----------- | ----------- | ----------- |
| Симон Амман                                             | Великий трамплін                    | 121.5        | 109.9        | 24 Q         | 131.5        | 122.4        | 27           | 132.5       | 129.0       | 20          | 251.4       | 25          |
| Грегор Дешванден                                        | Великий трамплін                    | 119.0        | 104.8        | 29 Q         | 132.0        | 127.8        | 20           | 131.5       | 126.4       | 24          | 254.2       | 22          |
| Кілліан Паєр                                            | Великий трамплін                    | 113.5        | 94.8         | 39 Q         | 130.0        | 123.5        | 26           | 129.0       | 122.0       | 27          | 245.5       | 27          |
| Домінік Петер                                           | Великий трамплін                    | 115.0        | 98.4         | 34 Q         | 126.0        | 114.3        | 36           | Не потрапив | Не потрапив | Не потрапив | Не потрапив | Не потрапив |
| Симон Амман                                             | Нормальний трамплін                 | 96.0         | 100.4        | 12 Q         | 101.0        | 123.7        | 25           | 97.0        | 115.8       | 24          | 239.5       | 25          |
| Грегор Дешванден                                        | Нормальний трамплін                 | 96.5         | 106.4        | 7 Q          | 99.5         | 127.6        | 20           | 99.0        | 123.2       | 16          | 250.8       | 17          |
| Кілліан Паєр                                            | Нормальний трамплін                 | 93.0         | 92.8         | 20 Q         | 90.5         | 114.6        | 37           | Не потрапив | Не потрапив | Не потрапив | Не потрапив | Не потрапив |
| Домінік Петер                                           | Нормальний трамплін                 | 91.5         | 88.9         | 25 Q         | 95.5         | 116.0        | 35           | Не потрапив | Не потрапив | Не потрапив | Не потрапив | Не потрапив |
| Симон Амман Грегор Дешванден Кілліан Паєр Домінік Петер | Великий трамплін, командна першість | Н/Д          | Н/Д          | Н/Д          | 468.5        | 367.0        | 8            | 488.0       | 424.5       | 7           | 791.5       | 8           |

## Сноубординг
Фристайл
| Спортсмен        | Дисципліна         | Кваліфікація | Кваліфікація | Кваліфікація | Кваліфікація | Кваліфікація | Фінал        | Фінал        | Фінал        | Фінал        | Фінал        |
| Спортсмен        | Дисципліна         | 1-ша спроба  | 2-га спроба  | 3-тя спроба  | Найкраща     | Місце        | 1-ша спроба  | 2-га спроба  | 3-тя спроба  | Найкраща     | Місце        |
| ---------------- | ------------------ | ------------ | ------------ | ------------ | ------------ | ------------ | ------------ | ------------ | ------------ | ------------ | ------------ |
| Йонас Безіґер    | Біг-ейр (чоловіки) | 60.00        | 9.50         | 15.75        | 75.75        | 27           | Не потрапив  | Не потрапив  | Не потрапив  | Не потрапив  | Не потрапив  |
| Ніколас Губер    | Біг-ейр (чоловіки) | 64.25        | 75.00        | 24.75        | 139.25       | 14           | Не потрапив  | Не потрапив  | Не потрапив  | Не потрапив  | Не потрапив  |
| Патрік Бурґенер  | Хафпайп (чоловіки) | 70.75        | 73.00        | Н/Д          | 73.00        | 11 Q         | 54.50        | 5.75         | 69.50        | 69.50        | 11           |
| Давід Габлютцель | Хафпайп (чоловіки) | 15.50        | 14.00        | Н/Д          | 15.50        | 24           | Не потрапив  | Не потрапив  | Не потрапив  | Не потрапив  | Не потрапив  |
| Ян Шеррер        | Хафпайп (чоловіки) | 73.50        | 79.25        | Н/Д          | 79.25        | 8 Q          | 70.50        | 87.25        | 7.50         | 87.25        | 3            |
| Аріане Буррі     | Біг-ейр (жінки)    | 57.75        | 18.75        | 27.25        | 85.00        | 23           | Не потрапила | Не потрапила | Не потрапила | Не потрапила | Не потрапила |
| Б'янка Ґіслер    | Біг-ейр (жінки)    | 50.00        | 63.50        | 63.75        | 127.25       | 13           | Не потрапила | Не потрапила | Не потрапила | Не потрапила | Не потрапила |
| Береніс Вікі     | Хафпайп (жінки)    | 71.50        | 40.50        | Н/Д          | 71.50        | 8 Q          | 76.25        | 74.75        | 11.25        | 76.25        | 7            |
| Аріане Буррі     | Слоупстайл (жінки) | 33.15        | 65.55        | Н/Д          | 65.55        | 12 Q         | 21.40        | 24.01        | 18.86        | 24.01        | 12           |
| Б'янка Ґіслер    | Слоупстайл (жінки) | 40.35        | 38.43        | Н/Д          | 40.35        | 20           | Не потрапила | Не потрапила | Не потрапила | Не потрапила | Не потрапила |

Паралельні
| Спортсмен       | Дисципліна                    | Кваліфікація | Кваліфікація | 1/8 фіналу                | Чвертьфінал  | Півфінал     | Фінал        | Фінал        |
| Спортсмен       | Дисципліна                    | Час          | Місце        | Суперник Час              | Суперник Час | Суперник Час | Суперник Час | Місце        |
| --------------- | ----------------------------- | ------------ | ------------ | ------------------------- | ------------ | ------------ | ------------ | ------------ |
| Ґіан Казанова   | Гігантський слалом (чоловіки) | 1:25.13      | 28           | Не потрапив               | Не потрапив  | Не потрапив  | Не потрапив  | Не потрапив  |
| Даріо Кавіцель  | Гігантський слалом (чоловіки) | 1:22.35      | 14 Q         | Проммеґґер (AUT) L +0.16  | Не потрапив  | Не потрапив  | Не потрапив  | Не потрапив  |
| Невін Галмаріні | Гігантський слалом (чоловіки) | 1:23.44      | 21           | Не потрапив               | Не потрапив  | Не потрапив  | Не потрапив  | Не потрапив  |
| Ладіна Єнні     | Гігантський слалом (жінки)    | 1:28.98      | 17           | Не потрапила              | Не потрапила | Не потрапила | Не потрапила | Не потрапила |
| Джессіка Кайзер | Гігантський слалом (жінки)    | 1:47.15      | 28           | Не потрапила              | Не потрапила | Не потрапила | Не потрапила | Не потрапила |
| Патриція Куммер | Гігантський слалом (жінки)    | 1:28.48      | 12 Q         | Дуймовіц (AUT) L +0.20    | Не потрапила | Не потрапила | Не потрапила | Не потрапила |
| Жюлі Цоґґ       | Гігантський слалом (жінки)    | 1:28.40      | 11 Q         | Ланґергорст (GER) L +0.08 | Не потрапила | Не потрапила | Не потрапила | Не потрапила |

Сноубордкрос
| Спортсмен                | Дисципліна      | № Посіву | № Посіву | 1/8 фіналу | Чвертьфінал  | Півфінал     | Фінал        | Фінал        |
| Спортсмен                | Дисципліна      | Час      | Місце    | Місце      | Місце        | Місце        | Місце        | Місце        |
| ------------------------ | --------------- | -------- | -------- | ---------- | ------------ | ------------ | ------------ | ------------ |
| Калле Кобле              | Чоловіки        | 1:18.94  | 22       | 3          | Не потрапив  | Не потрапив  | Не потрапив  | Не потрапив  |
| Лара Казанова            | Жінки           | 1:24.12  | 17       | 3          | Не потрапила | Не потрапила | Не потрапила | Не потрапила |
| Софі Гедіґер             | Жінки           | 1:25.14  | 15       | 3          | Не потрапила | Не потрапила | Не потрапила | Не потрапила |
| Зіна Зіґенталер          | Жінки           | 1:26.62  | 28       | 2 Q        | 4            | Не потрапила | Не потрапила | Не потрапила |
| Калле Кобле Софі Гедіґер | Змішані команди | Н/Д      | Н/Д      | Н/Д        | 2 Q          | 4 FB         | 3            | 7            |

## Ковзанярський спорт
Від Швейцарії на Ігри кваліфікувалися двоє ковзанярів (по одному кожної статі).
| Спортсмен    | Дисципліна             | Фінал   | Фінал |
| Спортсмен    | Дисципліна             | Час     | Місце |
| ------------ | ---------------------- | ------- | ----- |
| Лівіо Венгер | 5000 метрів (чоловіки) | 6:27.01 | 18    |

Масстарт
| Спортсмен    | Дисципліна          | Півфінал | Півфінал | Півфінал | Фінал        | Фінал        | Фінал        |
| Спортсмен    | Дисципліна          | Бали     | Час      | Місце    | Бали         | Час          | Місце        |
| ------------ | ------------------- | -------- | -------- | -------- | ------------ | ------------ | ------------ |
| Лівіо Венгер | Масстарт (чоловіки) | 20       | 7:44.08  | 3 Q      | 4            | 7:47.86      | 7            |
| Надя Венґер  | Масстарт (жінки)    | 0        | 8:31.50  | 10       | Не потрапила | Не потрапила | Не потрапила |